# Matuzići
Matuzići – wieś w Bośni i Hercegowinie, w Federacji Bośni i Hercegowiny, w kantonie zenicko-dobojskim, siedziba gminy Doboj Jug. W 2013 roku liczyła 2591 mieszkańców, z czego większość stanowili Boszniacy.